# Stojan Ivković
Stojan Ivković (a magyar állampolgárság megszerzése óta Ivkovics Sztojan, cirill írással Стојан Ивковић, Dubrovnik, 1966. február 5. –) horvát kosárlabda-játékos. Korábban a Szolnoki Olaj KK, a Tegáz-Debrecen, a Soproni Ászok, a Kaposvári KK és a PVSK-Panthers játékosa, valamint a PVSK, a Kecskemét, a Szolnok edzője és a magyar férfi kosárlabda-válogatott szövetségi kapitánya, amelyet kivezetett a 2017-es Európa-bajnokságra. 2022-ben a válogatottat újra kijuttatta a 41. Európa-bajnokságra.

## Klubjai játékosként
- 1980–1981  KK Kotor
- 1981–1982  Budućnost Podgorica
- 1982–1987  Rabotnički Skopje
- 1987–1992  Spartak Subotica
- 1992–1996  Szolnoki Olaj KK (Korać-kupa: 1993, bajnoki 3.: 1995)
- 1996–1997  Tegáz-Debrecen
- 1997–1998  Szolnoki Olaj KK (bajnoki 3.)
- 1998–1999  Soproni Ászok KC
- 1999–2000  Szolnoki Olaj KK (bajnoki 2.)
- 2000–2004  Kaposvári KK (magyar bajnok: 2001 és 2004, bajnoki 2.: 2003, MK-győztes: 2004, Korać-kupa: 2002, FIBA EuroCup: 2003, 2004)
- 2004–2006  PVSK-Panthers

## Klubjai szakvezetőként
- 2005–2009  PVSK-Panthers (szakmai igazgató; bajnoki 2.: 2009, bajnoki 3.: 2007, MK-győztes: 2009)
- 2007–2008  Magyar férfi kosárlabda-válogatott (szövetségi kapitány)
- 2009–2012  Kecskeméti KSE
- 2012–2015  KTE-Duna Aszfalt (2012–2013: NB I/B)
- 2012–  Montenegrói férfi kosárlabda-válogatott (másodedző)
- 2012–  Szolnoki Olaj KK (sportigazgató)
- 2013–2023  Magyar férfi kosárlabda-válogatott (szövetségi kapitány; Európa-bajnokság: 2017, 2022)
- 2016–2017  Szolnoki Olaj KK[4][5] (bajnok: 2016)
- 2019–2022  Kaposvári KK (általános igazgató, 2020-ban vezetőedző is)[6]
- 2023–  Kecskeméti KSE (vezetőedző)

## Díjai, elismerései
- Mesteredző (2020)[7]
- Magyar Arany Érdemkereszt polgári fokozat (2024)[8]

## Magánélete
Jelenlegi felesége Béres Tímea, korábbi válogatott kosárlabdázónő. Két házasságából két-két gyermeke született.